# Écurat
Écurat é uma comuna francesa na região administrativa da Nova Aquitânia, no departamento de Charente-Maritime. Estende-se por uma área de 10,55 km². Em 2010 a comuna tinha 475 habitantes (densidade: 45 hab./km²).